# Usnea cornuta
Usnea cornuta är en lavart som beskrevs av Körb. Usnea cornuta ingår i släktet Usnea och familjen Parmeliaceae.  Utöver nominatformen finns också underarten brasiliensis.